# Liste des épreuves du jeu télévisé Fort Boyard
 (octobre 2021).
- Si vous ne connaissez pas le sujet, laissez ce bandeau (vous pouvez alors contacter les auteurs).
- Si vous supprimez le contenu mis en cause (vous pouvez préalablement contacter les auteurs),

argumentez précisément cette suppression dans la page de discussion
(un manque de référence n'est pas un argument ; une recherche réelle de référence doit avoir été effectuée, être formellement documentée).

Logo du jeu télévisé Fort Boyard depuis 2020.

Le jeu télévisé français Fort Boyard (Les Clés de Fort Boyard lors de sa première saison en 1990) est constitué de multiples épreuves permettant de remporter des clés, des indices, du temps supplémentaire utilisable en salle du trésor ainsi que la possibilité de libérer un prisonnier.

## Épreuves des quêtes des clés et des indices
Ces épreuves permettent aux candidats de remporter des clés pendant la première moitié de l'émission, ou des indices durant la deuxième moitié. Le plus souvent, il s'agit d'épreuves intérieures qui sont jouées pour des clés, et d'épreuves extérieures ou jouant sur les peurs (épreuves appelées « aventures ») qui sont jouées pour des indices. Mais certaines épreuves ne respectent pas cette organisation, ou changent de statut d'une saison à l'autre.

### Introduites en1990
- L'Alchimiste : La clé à récupérer se trouve au fond d'un alambic. L'objectif est de remplir l'alambic d'eau en visant l'entonnoir à côté de l'alambic avec un tuyau. À partir de 1991, deux candidats sont dans la salle : l'un pompe l'eau dans le tuyau tandis que son binôme vise l'entonnoir.
- L'Arbre à Clés : Un arbre en métal avec des boules en acier disposées un peu partout se trouve au milieu de la pièce. Le but est d'ouvrir toutes les boules pour trouver la clé, toutefois en essayant de ne pas repartir avec un leurre. À partir de 1991, une multitude de clés jonche le sol. La seule vraie clé porte l'acronyme FB (pour "Fort Boyard").
- La Balançoire : Une structure en bois tournante en forme d'étoile à 5 branches se trouve au plafond. La clé est attachée sur l'une de ses branches. La candidate doit, dans un premier temps, tourner la structure avec ses pieds pour avoir la clé devant elle. Ensuite, toujours avec ses pieds, elle doit faire tomber la clé de l'accroche, ce qui n'est pas facile car l'accroche est en forme de tire-bouchon.
- Les Ballons : Cette épreuve se déroule sur la terrasse du fort. Une dizaine de ballons de baudruche sont accrochés sur un filin sur lequel se trouve la clé. Le candidat, enfermé dans une cage, dispose de 4 ou 5 pistolets avec une dizaine de balles chacun, il y a donc un nombre limité de tirs. Le candidat doit crever les ballons pour faire tomber la clé, ce qui n'est pas simple car le vent violent fait bouger les ballons, ce qui les rend très difficiles à viser.
- Le Bonneteau : Au départ, la clé est inaccessible car protégée par trois cadenas. Le Magicien du fort cache une des trois clés sous les gobelets et les mélange. L'objectif de ce jeu du Bonneteau est de trouver la clé cachée sous l'un des gobelets. Si le candidat répond trois fois correctement, il peut libérer la vraie clé.
- Les Boulets : Un palet avec la clé est protégé derrière un canon en haut d'un plan incliné, derrière une grille. L'objectif du candidat est d'utiliser les boulets de canon et en les faisant ricocher sur les murs pour ramener le palet et donc la clé vers soi.
- Le Bras de Fer : Le candidat et son adversaire tiennent un levier dans la main droite, comme dans un bras de fer classique. Le principe est simple : plus le candidat a l'avantage sur son adversaire, plus la clé à récupérer descend. Il peut alors essayer de la récupérer avec sa main gauche.
- La Cage Télescopique : Le candidat se trouve dans une cage en métal qui glisse sur un rail. Il doit ensuite tirer la corde pour avancer, puis, arrivé au bout du rail, tirer sur une autre corde pour faire remonter la clé. Le seul problème est que la cage se déplace lentement, parfois assez lentement pour générer des prisonniers.
- La Clé sur la Grille : La pièce est séparée en deux parties : la clé sur une grille horizontale d'un côté et le candidat avec une canne à pêche de l'autre. Le candidat doit attraper la clé avec la canne sans faire tomber la clé à travers la grille, ce qui sera considéré comme un échec.
- Le Coffre des Marins : On voit la clé dépasser d'un coffre. Le problème, c'est que dans le coffre, un immense cordage retient la clé prisonnière. C'est là que le candidat entre en jeu : il doit faire passer la clé à travers le cordage tout en dénouant les nœuds qui s'y trouvent.
- Le Coffre-fort : Un coffre fort fermé se trouve dans la salle. Le candidat doit utiliser son ouïe pour déverrouiller le coffre (en général, il faut juste entendre un clic). Une fois que le coffre est déverrouillé, il faut trouver la clé dans un coffret à multiples fonds.
- Le Colin-Maillard : Cette épreuve se déroule dans le noir et est réservée aux hommes, et pour cause : des femmes en maillots de bain se trouvent dans la salle. La clé se trouve dans l'un de ces maillots. Le candidat doit donc tripoter les femmes pour trouver la clé.
- La Corniche : Une corniche d'environ deux centimètres le large se trouve sur une paroi longeant toute la cellule. La clé se trouve au bout de cette paroi. Pour y arriver, le candidat doit traverser la cellule en s'aidant du plafond. Cette épreuve est connue pour son nombre de prisonniers. Cette épreuve sera revisitée en 2019 dans le Temple Maudit.
- Les Coton-Tiges : Une poutre se trouve au milieu de la salle, la clé étant au bout de celle-ci, protégée par un habitant du fort. Le but du candidat est de faire tomber son adversaire afin de récupérer la clé. Si jamais le candidat tombe de la poutre, il peut remonter sur la poutre et réessayer.
- Les Étriers suspendus : Des crochets sont accrochés au plafond. À la fin de cet amas, il y a la clé. Le candidat, muni d'étriers attachés à des cordes, doit traverser la salle pour pouvoir attraper la clé. Il est conseillé de garder les pieds dans les étriers pour gagner du temps.
- La Femme coupée : Lors de cette épreuve assez sadique inspirée du tour d'illusionniste éponyme, un sarcophage peut être vu au milieu de la pièce. La clé est prisonnière du sarcophage, de même qu'une femme. Le but est de scier le sarcophage pour récupérer la clé, ce qui demande concentration et patience, car pour déstabiliser le candidat, la femme hurle de douleur et du sang suinte du sarcophage.
- Le Filet africain : La clé est attachée à une corde pendant au milieu de la cellule. Le problème, c'est qu'il y a un piège : en effet, dès que le candidat s'empare de la clé, un filet posé sur le sol se referme. Le but est donc de s'échapper du filet aussi vite que possible, sous peine de se retrouver prisonnier.
- L'Horloge de la Chapelle : Une grille sépare la salle en deux : d'un côté, un rail incliné sur lequel se trouve un obus roulant ; et de l'autre, la clé attachée à une sorte de pendule. Le but est de lancer l'obus au bon moment et avec assez de force pour qu'il s'accroche à la clé et redescend avec celle-ci. Cette épreuve sera refaite dans un autre univers en 2012 dans De La Terre à la Lune.
- Les Jarres : Des jarres en bois sont disposées de manière ordonnée dans la cellule. Le but de la candidate est de plonger la main dans les jarres pour trouver la clé, sauf que les jarres ne sont pas vides : en effet, elles peuvent contenir des souris, des insectes et d'autres choses décourageant d'y mettre les mains. Les Jarres seront revisité dans l’aventure du Laboratoire en 2022.
- La Jungle : Cette épreuve est réservée aux athlètes, et pour cause : la clé se trouve au bout d'un parcours composé de différents agrès que le candidat doit parcourir à la force des bras, vu que la clé aussi bien que le parcours sont situés sur le plafond de la cellule.
- Le Labyrinthe obscur : Cette épreuve se déroule dans les sous-sols du fort. Le candidat doit progresser dans un labyrinthe complètement plongé dans le noir, tandis que l'un de ses coéquipiers le guide avec une carte du labyrinthe. Cette épreuve est à classer parmi les plus difficiles, car tous les échecs se sont soldés par un prisonnier.
- La Lutte dans la Boue : Étant l'une des épreuves cultes du fort, son principe est simple : le candidat lutte dans une arène dont le sol est recouvert d'une épaisse couche de boue argileuse. Si le candidat est assez près de la clé, il peut s'en emparer.
- Le Mur glissant : Un plan incliné extrêmement glissant occupe la quasi-totalité de la cellule. Le candidat doit alors grimper le plan en s'aidant des prises parsemées pour atteindre la clé au sommet. Cette épreuve sera revisitée en 2023 dans l’épreuve du Flipper.
- Le Musée des Horreurs : La cellule où se déroule l'épreuve est très sombre et remplie de choses effrayantes : des mains vivantes, des squelettes… Muni uniquement d'une lampe torche, le candidat doit fouiller partout s'il veut récupérer la clé, ce qui peut être très stressant. Le Musée des Horreurs sera revisité dans l’épreuve du Manoir en 2013
- Le Parquet : Cette version géante du taquin est simple : un carré de 6×6 se trouve par terre au milieu de la cellule. Le candidat a pour but de ramener les quatre carrés des coins au centre pour récupérer la clé. Une astuce permettait au candidat de récupérer la clé avec trois carrés au lieu de quatre.
- Le Père Fouras : Étant l'une des épreuves cultes du fort, son principe est simple : Fouras pose une énigme au candidat. En cas de bonne réponse, le candidat récupère la clé. Sinon, la clé est jetée à la mer et un autre candidat doit nager pour la récupérer.
- Les Pierres empilées : Des fausses pierres qui ont la particularité de s'imbriquer parfaitement sont étalées par terre dans la cellule. Le but est de les emboîter correctement à l'aide du code couleur et du socle en pierre. Ceci fait, le candidat n'a qu'à escalader l'édifice pour récupérer la clé qui se trouve au plafond.
- Les Pierres extérieures : Une corde sort de la fenêtre de la cellule. Il faut tirer sur cette corde pour remonter des boulets grâce à un système de poulies. Une fois les pierres remontées, le candidat doit entrer dans une cage pour récupérer la clé attachée aux boulets.
- Les Poupées russes : Plusieurs coffres, malles et autres boîtes se trouvent dans la cellule. Cela a l'air simple, mais comme le nom de l'épreuve le laisse présager, ils contiennent d'autres boîtes plus petites enfermées les unes dans les autres. Le candidat doit donc ouvrir toutes les boîtes une par une pour trouver la clé avant la fin du temps imparti.
- Les Prisonniers : Plusieurs cellules sont mises côte à côte avec dans chacune de ces cellules un prisonnier. Le candidat doit donc progresser de cellule en cellule, ce qui met ses papilles gustatives à rude épreuve, car pour accéder à la prochaine cellule, il doit manger quelque chose de peu appétissant.
- Le Sable : La clé ainsi que plusieurs leurres sont enfouis sous un gros tas de sable, à côté d'un tamis. Muni d'une pelle, le candidat doit pelleter le sable vers le tamis pour récupérer la clé, en essayant toutefois de ne pas repartir avec un leurre. Si jamais cela devrait être le cas, l'épreuve est perdue.
- Les Temps modernes : Tirant son inspiration du film homonyme de Charlie Chaplin, l'épreuve consiste à dévisser les écrous sur un tapis roulant semblable à celui d'une usine. Cette épreuve demande de la vitesse, car le tapis roulant se déplace rapidement.
- La Tête de Tigre : En entrant, le candidat doit entrer la main dans la gueule mais se retrouvera enchaîné à une menotte (ce qui n'est sans rappeler le sacrifice lors de la salle au trésor). Il dispose d'une enclume, d'un burin et d'un marteau pour se libérer, sinon il finira dans la prison du fort.
- Le Topkapi : Cette épreuve se passe dans le noir. Vêtue d'un gilet (émission 10 de 1991 -1992) puis d'un t-shirt (1993) blanc ainsi que d'un bandeau et de serre-poignets blancs pour être visible, la candidate doit se faufiler à travers des fils sans les toucher pour pouvoir accéder à la clé. Si la candidate touche trois fils, la clé descend dans un puits et devient irrécupérable. Cette épreuve sera revisitée dans l’épreuve de l’Alerte Rouge en 2012 puis en 2022 avec Haute Tension
- Les Trois Fontaines : Une dizaine de robinets se trouvent le long d'une vasque grillagée au bout de laquelle se trouve la clé posée sur un flotteur. Le candidat doit actionner énergiquement une pompe au début du lavabo, ce qui fera avancer la clé, à condition que le débit de l'eau soit constant.
- La Tubulure : Dans la cellule, on trouve tout un système de tuyauterie et la clé est accrochée à l'un de ces tuyaux. Le seul moyen de l'obtenir est de la glisser le long tout en essayant de choisir le chemin le plus court.
- Le Tuyau transparent : Un tuyau qui tourne et qui monte se trouve au milieu de la cellule. La candidate doit ramper jusqu'au bout du tuyau pour récupérer la clé puis refaire le chemin au retour. Cette épreuve est extrêmement difficile, car à 2 exceptions, tous les échecs se sont soldés par une prisonnière. Le Tuyau transparent sera revu dans l’aventure de l’Égout en 2011.
- Le Voleur de Clé : Dans cette épreuve, il n'y a qu'une grande table dans la cellule. Le candidat se place d'un côté de la table, de l'autre côté il y a le Magicien du fort. Sur la table, il y a un cercle blanc dessiné et deux empreintes de mains. Le candidat doit placer ses mains sur les empreintes, alors que le magicien place la clé sur le cercle. Mais cette clé est accrochée à un ruban tenu par le personnage. Le candidat doit donc tenter d'attraper la clé avant que le Magicien ne la tire ! Il y a deux emplacements sur la table que le Magicien utilise aléatoirement durant l'épreuve. Lorsque le candidat attrape la clé, il peut sortir de la cellule. Cette épreuve sera revisitée dans la première version de Chez Tata Fouras en 2020.

### Introduites en1991
- Les Araignées : Le candidat se trouve face à 3 mygales contenues dans un réceptacle. Le but est de trouver l'indice qui se trouve sur l'abdomen d'une d'entre elles.
- L'Arbalète : Il faut 3 candidats pour cette épreuve : un qui largue, l'autre qui arme et le dernier qui vise. L'objectif est d'enflammer un bout de tissu masquant l'indice pour révéler ce dernier.
- Les Engrenages : Un système d'engrenages décomposé se trouve dans la cellule. Seulement deux engrenages sont encore en place : l'un en haut avec une clé emprisonnée et l'autre en bas avec une manivelle. L'objectif est de reconstruire le système correctement puis de tourner la manivelle. Si les engrenages tournent normalement, la clé est libérée.
- Excalibur : Cette épreuve s'inspire de la légende du roi Arthur et se déroule dans une armurerie médiévale. Dans un premier temps, le candidat doit retirer une épée de vingt kilos non pas d'un rocher comme le veut la légende mais d'une souche d'arbre. Ensuite, il doit couper une épaisse corde retenant la clé prisonnière sur la souche opposée. En 2022, l’épreuve revient à l’identique avec le Chasseur puis elle sera revisitée dans l’épreuve du Viking en 2024.
- La Fosse aux Serpents : Une trappe mène à une salle remplie de boîtes et de serpents. Arrivé au fond avec une corde, le candidat doit chercher partout pour trouver la clé qui peut être cachée n'importe où.
- Le Père Fouras : Cette épreuve est quasiment identique à celle de 1990 à deux différences près : premièrement, la récompense n'est pas une clé mais un indice. Deuxièmement, le candidat ne doit pas résoudre une énigme mais répondre à l'une des trois définitions données, la réponse étant l'indice.
- Le Saut à l'élastique : Cette épreuve se déroulant à l'extérieur demande surtout du courage. Le candidat, attaché aux hanches par 2 élastiques, devra sauter dans le vide et attraper l'indice du premier coup, sinon l'indice est perdu.
- Le Sémaphore : Cette aventure requiert l'équipe entière. L'un des candidats se place devant un télescope pointant sur le phare de l'île d'Aix. Il doit ensuite dire le code morse fourni pour que ses coéquipiers, aidés d'un alphabet accroché sur le mur, puissent le traduire et chercher le livre contenant l'indice (le titre ou le nom d'auteur) dans la bibliothèque adjacente.
- Le Souterrain inondé : Le candidat progresse dans quatre salles carrés remplies d'eau (pas intégralement, pour que le candidat puisse reprendre sa respiration). L'indice se trouve dans la quatrième salle. Les salles étant disposées en carré, le candidat n'aura pas à refaire le chemin en sens inverse.
- Le Tir à l'arc : La clé se trouve au fond de la cellule, attachée à une cible en forme de losange. Le candidat doit alors, muni d'un arc et de plusieurs flèches, toucher la cible pour que la clé descende par un filin vers le candidat qui peut alors la récupérer.
- La Tyrolienne : Un candidat s'agrippe à une tyrolienne sur les remparts du fort pour descendre 120 mètres plus bas en pleine mer. Il doit ensuite rejoindre un voilier à la nage, puis grimper sur le mât pour récupérer soit l'indice, soit la combinaison du cadenas.
- La Varappe : Pour pouvoir accéder à l'indice situé en haut du fort, le candidat doit escalader la paroi en s'aidant des prises disposées un peu partout. S'il se trouve dans une impasse, il doit faire demi-tour, ce qui peut lui coûter du temps précieux.
- Le Vendeur d'Indices : Dans un premier temps, la candidate doit récupérer une mygale au fond d'un bocal. Elle doit ensuite effectuer un parcours duquel se trouve le Professeur Fou. Celui-ci ôtera l'indice de la mygale et le remet à la candidate.

### Introduites en1992
- L'Antre filet : Trois filets cubiques emboîtés les uns dans les autres occupent la quasi-totalité de la cellule. La clé est prisonnière d'une boîte dans le troisième filet. Le candidat doit récupérer la clé en trouvant l'entrée des trois cubes tout en faisant attention de ne pas se prendre les pieds dans les mailles. Cette épreuve est l'une des plus difficiles, car huit sur neuf échecs se sont soldés par un prisonnier.
- La Barge et le Filet : Le candidat se trouve sur une barge flottante au large du fort. Sa tâche consiste à hisser un filet de la mer à la force des bras pour récupérer l'indice se trouvant au fond du filet.
- Le Baril de Poudre : Cette épreuve se déroule dans la poudrière du fort, avec trois caisses explosives, des munitions et de la dynamite (autant dire que l'ambiance est explosive). Le candidat se tient sur une caisse et doit libérer la clé. Seul problème : une ligne de poudre qui, arrivée à la dernière caisse, la fait exploser sous les pieds du candidat. Il n'aura donc plus la hauteur nécessaire pour libérer la clé et n'aura pas d'autre choix que de sortir.
- Les Bouées : Cette épreuve se déroule en pleine mer. Le candidat doit descendre le filet du carrelet puis rejoindre à la nage des bouées flottantes. Il devra passer sur chaque bouée pour déterminer sur laquelle se trouve l'indice.

### Épreuves récentes[1](quête des clefs)
- Araignée : Dans cette épreuve, le candidat est équipé d'une combinaison rouge. Il doit ramasser les œufs de l'araignée et les lancer sur une cible afin de faire descendre la clef. Le sol est recouvert de soie extrêmement collante, ce qui rend ses déplacements très difficiles.
- Viking : Dans cette épreuve, le candidat va devoir casser un gros bloc de glace situé à l’entrée de la cellule, pour cela, le candidat va devoir aller chercher l’épée qui se trouve au fond de la cellule, mais pour pouvoir aller chercher l’épée, le candidat va devoir faire de la cryothérapie, nager dans un bassin glacé de 5 mètres de long en faisant un aller-retour, si le candidat arrive à casser le gros bloc de glace, il peut prendre la clé puis sortir de la cellule. Cette épreuve fait revisitée deux anciennes épreuves, l’Excalibur (1991-2018) et la Chambre Froide (2012-2021)
- Balance : Cette épreuve se réalise à deux. Une balance en forme de poutre est disposée hors du fort au-dessus de l'eau. Les deux candidats doivent y monter à l'aide d'une échelle en corde. Une fois dessus, ils doivent s'approcher des extrémités tout en gardant la balance équilibrée afin d'accéder aux deux parties respectives du code qu'ils doivent crier à leurs équipiers. Ce code permet de libérer la clef.

- Banque : Le but est de braquer une banque pour récupérer la clef dans la salle du coffre. Le candidat doit passer les pièces les unes après les autres avec parfois des difficultés car il y a notamment une grille à soulever, un mur à casser et des jets d'eau.
- B.E.E.F : Cette nouvelle épreuve montre que le Père Fouras va proposer des expériences plus ou moins scientifiques aux candidats dans le but de les martyriser, notamment avec des tests des futures (ou non) épreuves loufoques du jeu… En cas d'échec, le Père Fouras jettera la clé à la mer, comme autrefois.

- Haute Tension : Dans cette épreuve, deux candidats vont entrer dans la cellule, un qui va faire le parcours et l’autre qui va le guider. Le candidat qui va faire le parcours devra porter des lunettes pour protéger ses yeux mais en plus, il ne verra pas les lasers électriques qu’il y a dans la cellule. Le but de cette épreuve est que le candidat-guideur guide son coéquipier jusqu’à l’autre bout de la cellule sans toucher les lasers. Si le candidat qui fait le parcours touche un laser, il se prendra une décharge électrique mais en plus, il fera baisser la porte d’entrée de la cellule. Si le candidat réussi à aller au bout de la cellule, il peut désactiver les lasers grâce à un système qu’on l’a mis à son poignet avant qu’il rentre dans la cellule, prendre la clé puis sortir de la cellule, en revanche, s'il touche trop souvent les lasers électriques, le sas par où il est rentré se referme et il est prisonnier. Par contre, son coéquipier qui l'a guidé peut sortir de la cellule. Cette épreuve est une version améliorée de Topkapi (1990) puis de l’Alerte rouge (2012).
- Roi Du Silence : Dans cette épreuve à l’allure sombre, deux candidats sont face à un squelette de chevalier qui était le roi de cette cellule. Le but de cette épreuve est de faire le moins de bruit possible, ils doivent réaliser de petites actions comme boire de la soupe pimentée, éteindre une bougie avec leur souffle ou encore accrocher un carillon à sa structure. S'ils font trop de bruit, l’action sera finie et ne sera pas validée. Si les 2 candidats exécutent 3 actions parfaitement, ils peuvent prendre la clé et sortir de la cellule, en revanche s'ils font 3 erreurs ou qu’ils prennent trop de temps à cause de la clepsydre, le roi se réveillera d’un coup sec de quoi faire sursauter les candidats.
- Bingo'ssbo : Cette année, en plus de sa nouvelle épreuve du slaïme, Cyril Gossbo fait un jeu de loto... effrayant ! Enfermé dans une cage tournant sur elle-même et remplie de boules numérotées (ainsi que de bêtes pas très ragoûtantes...), le candidat se retrouve brassé avec les balles du tirage, à l’intérieur de la Bingo’sphère… Il devra trouver les bonnes réponses chiffrées aux questions de l'animateur en se saisissant des bonnes boules.
- Chez Tata Fouras : Tata Fouras était une tante du père Fouras qui est maintenant décédée depuis des années. Elle était voyante. Il ne reste plus que son squelette dans la cellule où elle se trouve. En 2020, une fois à l'intérieur, le candidat devait s'asseoir à sa table et prononcer à la boule de cristal : "Tata Fouras, Tata Fouras es-tu là ? Si tu es là, donnes moi la clef !" Dès lors, la clef tombait au centre de la table qui se mettait à tourner sur elle-même à toute vitesse. Le candidat se lève du fauteuil pour la saisir, tout en luttant contre la force centrifuge. En 2021, le candidat avait une autre mission, servir le thé dans la tasse de tata Foras et non plus saisir la clef au centre de la table. Si le candidat y parvient, la clef est délivrée.
- Cabine éjectable : Cette fois-ci le candidat est dans une cabine téléphonique anglaise accrochée par des élastiques dans la cour du fort. Une fois que le père Fouras lui aura énoncé l'énigme qu'il ne répétera pas, il activera une commande et la cabine sera éjecté en hauteur à toute vitesse. C'est durant ce temps limité que le candidat devra donner la bonne réponse au père Fouras.
- Caserne : Dans cette cellule, le candidat doit verser des seaux d'eau dans un entonnoir pour faire monter la clef qui est enfermée dans un tube. Pour cela, il doit courir sur un tapis roulant en hauteur. Les seaux sont en effet accrochés au plafond. Il pourra saisir la clef une fois qu'elle sera accessible.
- Flipper: Dans cette cellule, deux candidats sont nécessaires (parfois un candidat mais ça reste plus rare) le but est de récupérer la clé tout en haut du flipper, mais des obstacles vont gêner leur progression (parois glissante, bumpers, fumée…) si l’un des candidats arrive à avoir la clé, ils peuvent sortir de la cellule. Le Flipper est une version améliorée de l’épreuve du Mur Glissant (1990).
- Magik : En 2022, Magik n'est plus là mais il a laissé son tapis volant à Passe-Muraille, le candidat entre désormais directement menotté par une petite ouverture de la porte mais le principe de l'épreuve (version 2) reste le même et le candidat peut toujours finir en prison.
- Débarras : Il y a quelques mois de cela, le Père Fouras s’est rendu compte que son jeu favori « Slaïme » avait dégringolé aux niveaux des audiences, il décida de mettre l’animateur Cyril Gossbo aux oubliettes, mais Passe-Partout et Passe-Muraille rentrent dans cette cellule et donnent une seconde chance à Cyril Gossbo. Dans cette épreuve, le candidat rentre dans cette cellule sombre et Passe-Muraille l’installe dans un fauteuil puis l’attache, puis Cyril Gossbo fait son entrée dans un état assez poussiéreux. Pour pouvoir gagner la clé, Cyril Gossbo va lui poser 5 questions dans l’univers du Fort et le candidat doit lui donner 3 bonnes réponses, si le candidat donne une mauvaise réponse, il plonge dans une cuve sale remplie de slime, cette pâte gluante dont s’amusent les enfants.
- Mégagaf : Cette année, en plus de son épreuve du FlyBoard, Mégagaf tracte une bouée en jetski. Il faut y rester accroché 30 secondes pour récupérer la clef.
- Le Métro : Une station de métro a été construite par le père Fouras pour relier le fort Boyard à New York. Elle a été abandonnée à la suite de l'invention de l’avion. Il faut faire progresser la clef le long de la station alors que cette dernière est inondée.
- Cellule Infernale : Dans cette épreuve, le candidat doit éteindre le feu pour pouvoir avoir la clé. Il doit faire des allers-retours en appuyant sur des boutons, sauf que cette cellule va lui mettre des bâtons dans les roues. En effet, il doit éviter les deux grosses fourches du diable pour pouvoir y parvenir. Si le candidat a fait plusieurs allers-retours, le feu s’éteint, il peut récupérer la clé puis sortir de la cellule.
- Le monde à l'envers : Le candidat pénètre dans un four, il se retrouve ensuite dans une cuisine à l'envers et donc la tête à l'envers. Il doit récupérer des œufs sans les casser et les introduire dans le tube contenant la clef pour la libérer. Cette épreuve est une version améliorée du Tord-Boyaux (2008)
- Chez Willy Rovelli : Pour punir Willy, le Père Fouras l'a mis dans la prison car il ne voulait pas qu'il monte un bar clandestin en 2020. Depuis, ses cheveux ont poussé et il porte un habit de prisonnier mais Willy est devenu Shérif du fort et continue à faire la cuisine... dégoutante !! Il propose aux candidats prisonniers de manger un plat en un temps imparti pour pouvoir s’évader. S’il dépasse le temps imparti pour manger, il fait perdre du temps à son équipe dans la salle du trésor. Mieux vaut avoir l’estomac bien accroché pour ne pas décevoir son équipe. Willy a une autre épreuve qui permet de délivrer les prisonniers, le Willymaton. Dans cette épreuve, le candidat doit se faire prendre en photo sous des interventions ayant pour but de le surprendre (ballon qui éclate, blattes qui tombent, lancés de flèches). La photo est réussie si son visage ne présente aucune expression (bouche fermée et yeux ouverts). Cette réussite rend la liberté du candidat.
- Museum : Dans cette épreuve, le candidat, muni d'une ventouse, doit rentrer dans la cellule par une trappe située en hauteur et réaliser un parcours en l'air (car il ne faut jamais toucher le sol ni faire tomber aucun objet) jusqu'à atteindre la clé qui se trouve dans une vitrine en verre - d'où l'utilité de la ventouse. Une fois la clé récupérée, le candidat, toujours sans toucher le parquet, doit ensuite revenir par le même chemin pour pouvoir sortir de la cellule. S'il pose le pied au sol ou fait tomber un objet durant l'épreuve, une alarme retentit et le candidat se retrouve enfermé dans la cellule : cette épreuve est donc une épreuve génératrice de prisonniers.
- Rodéo-Dino : Avant de commencer l’épreuve, le candidat porte un casque et un gros os qui va lui permettre de récupérer la clé, dans cette épreuve, le candidat devra monter sur un grand dinosaure puis de taper la clé coincé dans un looping, mais ce dinosaure n’est pas de tout repos, car il se mettra à bouger dans tous les sens pour déstabiliser le candidat, si le candidat tape plusieurs fois sur la clé, la clé tombe du looping, le candidat peut la prendre puis sortir de la cellule. En 2017 pour la première version de cette épreuve, le principe reste le même sauf pour libérer la clé, le candidat devait éclater des ballons de baudruche avec l’aide de son casque.

### Aventures récentes (quête des indices)
- Cachots abandonnés :Situé dans les anciennes prisons du fort, le candidat devra suivre les flèches et lire des phrases disant "ne tombe pas dans le tonneau" ou "Mon seigneur vous ouvrira la porte". Ces messages permettront de trouver l'indice.
- Supérette: Pas facile de faire ses courses sur le Fort, dans cette aventure, le candidat va devoir respecter la liste de courses indiquée, par exemple, on va lui demander de déposer entre 100g et 125g de vers, pour se faire le candidat doit déposer des vers dans le contenant indiqué mais le candidat ne doit ni faire moins, ni faire plus de la valeur indiquée, si le candidat à respecter la valeur indiquée, une petite lumière devient verte et il peut passer aux boites suivantes avec d’ autres animaux et d’autres valeurs indiquées si le candidat a respecté les quatre valeurs indiquées dans les quatre boites, il peut prendre l’indice dans la caisse enregistreuse et sortir de la cellule. La Supérette est une version améliorée de l’aventure du Zoo (2017).
- Cabine vertigineuse : Le candidat entre dans une cabine téléphonique qui se trouve en haut du fort au-dessus de la mer. Il reçoit un appel du père Fourras qui va lui poser une énigme. Pendant que celle-ci est énoncée, la cabine s'incline et penche dangereusement. À la fin de l'énigme, le père Fouras actionne une commande qui fait pivoter la cabine et laisse tomber le candidat au-dessus de l'eau.
- Spa : Le candidat qui possède un casque dois installer sur les 3 bassines ou le Père Fouras va poser une question. Dans cette épreuve, Passe-Muraille va mettres les animaux et le candidat dois trouver la bonne réponse. À 2 bonnes réponses, il obtient l'indice, si il échoue, il n'aura pas l'indice. Cependant, l'épreuve à été le plus souvent pas les femmes.
- Cabine abandonnée : Le candidat entre dans une cabine téléphonique dans laquelle il est communication avec le père Fouras. Ce dernier va lui poser une énigme mais la cabine est remplie de mouches, de serpents et de blattes qui vont tomber par le dessus.
- Train fantôme : Le candidat est dans un wagon, il pénètre dans la maison hantée où des scorpions comportant des numéros vont tomber. De retour à l'extérieur, il doit les dicter à ses camarades pour ouvrir la boîte à indice.
- Croco World : Avant de commencer l’épreuve, le candidat enfile une tenue de plongée noire. Dans cette épreuve, le candidat doit rentrer dans le bassin rempli de crocodiles et doit faire avancer l’indice et son flotteur au dessus de la grille avec ses doigts et l'amener à l’autre bout du bassin. Le candidat va rencontrer deux difficultés pendant cette épreuve, la première est que la cellule va s’éteindre et s’allumer toute seule de façon aléatoire et la deuxième est que des obstacles vont tomber sur la grille pour gêner la progression de l’indice. Si le candidat arrive à avoir l’indice, il peut sortir de la cellule, s'il met trop de temps pour avoir l’indice, il est fait prisonnier à cause de la clepsydre rouge.

### Épreuves en 2025 (à confirmer)
| Nom                                 | Années d'apparition                                          | Ancien nom | Variante/évolution de  | Personnage intervenant | Localisation | Clé | Indice |
| ----------------------------------- | ------------------------------------------------------------ | --- | ---------------------- | --- | --- | --- | ------ |
| Araignée                            | Depuis 2015                                                  | |                        | | Cellule 220 | ✔   | ✘      |
| Atelier de réparation des poupées   | Depuis 2025                                                  | | Baguettes              | Cyril Gossbo | Cellule 218 | ✔   | ✘      |
| Antenne Téléphonique                | Depuis 2025                                                  | |                        | Père Fouras | Extérieur - Terrasse | ✔   | ✔      |
| Ascension à l'aveugle               | Depuis 2025                                                  | |                        | | Extérieur - paroi | ✔   | ✔      |
| Balance                             | Depuis 2012                                                  | |                        | | Extérieur - Océan | ✔   | ✔      |
| Banque                              | Depuis 2018                                                  | |                        | | Cellule 214 | ✔   | ✘      |
| Cabine abandonnée                   | Depuis 2011                                                  | |                        | Père Fouras | Cellule 218 (2011) Cellule 216 (depuis 2012)                                                                                            | ✔   | ✔      |
| Cabine éjectable                    | Depuis 2018                                                  | Cabine mystère (2018) |                        | Père Fouras | Extérieur - Cour intérieure | ✔   | ✔      |
| Cabine vertigineuse                 | Depuis 2021                                                  | |                        | | Extérieur - Océan | ✔   | ✔      |
| Car Wars                            | 2018,2024                                                    | |                        | Passe-Muraille | Cellule 211 (2018) Extérieur - Cour Intérieure (2024)                                                                                   | ✔   | ✘      |
| Caserne                             | Depuis 1995                                                  | Tapis roulant (jusque 2013) |                        | | Cellule 213 | ✔   | ✘      |
| Catacombes                          | Depuis 2023                                                  | |                        | Passe Oussakass | Cellule 221 | ✘   | ✔      |
| Catapulte infernale                 | Depuis 2018                                                  | |                        | | Extérieur - Terrasse et océan | ✔   | ✔      |
| Cellule à Remonter le Temps         | Depuis 2024                                                  | | Voyage dans le temps   | | Cellule 119 | ✔   | ✘      |
| Chaise instable                     | Depuis 2008                                                  | |                        | | Extérieur - Terrasse | ✔   | ✔      |
| Chasseur                            | Depuis 2022                                                  | |                        | Chasseur | Cellule 209 | ✔   | ✘      |
| Château Boyard                      | Depuis 2024                                                  | |                        | | Cellule 105 | ✔   | ✘      |
| Chemin de sphères                   | Depuis 2022                                                  | |                        | | Extérieur - Océan | ✔   | ✘      |
| Chenille                            | 2001-2002, 2006, Depuis 2023                                 | |                        | Jokers Mystères (2023) | Extérieur - au dessus de la salle du trésor                                                                                             | ✘   | ✔      |
| Clé à la mer                        | 1990-2005, 2010 et 2022                                      | |                        | Naïade (2002) | Extérieur - océan | ✔   | ✘      |
| Chez William                        | Depuis 2013                                                  | Chez Willy Rovelli (2013-2017) Food-truck Chez Willy Rovelli (2018-2019) Bar Clandestin Chez Willy Rovelli (2020) Cuisine Pénitentiaire Chez Willy Rovelli (2021) Cantine Carcérale Chez Willy Rovelli (2022) DistriWilly (2023) |                        | Chef (2013-2020/Depuis 2024)/Prisonnier (2021)/Shérif (2022-2023) Willy                                                                                   | Cellule 215a (2013-2019/Depuis 2024) Cellule 118 (2020-2023)                                                                            | ✔   | ✔      |
| Cloche                              | Depuis 1999                                                  | |                        | | Extérieur - Au-dessus de la salle du trésor                                                                                             | ✔   | ✔      |
| Cotons-tiges aériens                | 1990-1996, 2011-2017 et depuis 2019                          | Cotons-tiges (1990-1996, 2011-2015) Cotons-tiges extérieurs (2016-2017) |                        | - Lutteur (1990-1996) - Lutteuse (1990-1996) - Lady Boo (depuis 2011 sauf 2013) - Mister Boo (2013-2019) - Little Boo (2020-2023) - Booster (Depuis 2024) | Cellule 112 (1990-1996) Cellule 102 (2011-2015) Extérieur - Océan (2016-2017) Extérieur - Au-dessus de la salle du trésor (depuis 2019) | ✔   | ✔      |
| Deux cages                          | Depuis 2017 sauf 2021                                        | |                        | Famille Boo | Extérieur - Cour intérieure | ✔   | ✘      |
| Double-lutte                        | 2013-2019 et depuis 2022                                     | | Lutte (dans la boue)   | Lady Boo (depuis 2013) Mister Boo (2013-2019) Big Boo (depuis 2022) Booster (depuis 2024)                                                                 | Cellule 208 | ✔   | ✘      |
| Échelle de corde                    | 2007-2012, Depuis 2023 sauf 2011                             | |                        | | Extérieur - océan | ✘   | ✔      |
| Échiquier                           | Depuis 2025                                                  | | Cellule Interactive    | | Cellule 118 | ✔   |        |
| Énigme du Père Fouras               | 1990-2010, depuis 2022                                       | |                        | Père Fouras | Vigie | ✔   | ✔      |
| Fakir                               | 2019-2022/ 2024                                              | Magik (jusque 2021) | Menotte (2020-2022)    | Magik (2019-2021/2024)Passe-Muraille (2020-2022) Bohémienne (2024)                                                                                        | Cellule 219 (2019-2022) Extérieur - Cour Intérieure (2024)                                                                              | ✔   | ✔      |
| Femme coupée                        | 1990, 2012 puis 2019 et 2025                                 | |                        | Femme coupée | Cellule 211 (1990) Cellule 120 (2012)Cellule 118 (2019)Cellule 212 (2025)                                                               | ✔   | ✘      |
| Fosse (aux serpents)                | Depuis 1991 sauf 2017 et 2021                                | |                        | | Soute -001 | ✘   | ✔      |
| Flipper                             | Depuis 2023                                                  | | Mur Glissant           | | Cellule 114 | ✔   | ✘      |
| Funambule                           | 1997-2010, 2012, depuis 2022                                 | |                        | | Extérieur - terrasse | ✘   | ✔      |
| Haute tension                       | Depuis 2022                                                  | | Alerte rouge           | | Cellule 206 | ✔   | ✘      |
| Hélices                             | Depuis 2022                                                  | |                        | | Extérieur - Océan | ✔   | ✘      |
| Horlogerie                          | Depuis 2023                                                  | |                        | | Cellule 219 | ✔   | ✘      |
| Hôtel                               | Depuis 2019                                                  | |                        | | Cellule 211 | ✔   | ✘      |
| Ketchuperie                         | Depuis 2014                                                  | |                        | | Cellule 112 | ✔   | ✘      |
| Laboratoire                         | Depuis 2022                                                  | |                        | | Cellules 109 et 110 | ✘   | ✔      |
| Laverie automatique                 | Depuis 2013                                                  | Laverie (jusque 2018) |                        | | Cellule 207 | ✔   | ✘      |
| Looping                             | Depuis 2022                                                  | |                        | | Extérieur - cour intérieure | ✔   | ✔      |
| Lutte                               | Depuis 1990 sauf en 1993, 2000, de 2007 à 2010, 2020 et 2021 | Lutte dans la boue (jusque 2006) |                        | Lutteuse (1990-2006) Lady Boo (depuis 2011) Mister Boo (2017-2019) Big Boo (depuis 2022)                                                                  | Cellule 208 (1990-1999, depuis 2011) Cellule 209 (2001-2003) Cellule 206 (2004-2006)                                                    | ✔   | ✘      |
| Manoir                              | 2013-2021, Depuis 2025                                       | | Musée des horreurs     | | Cellule 206 (2013-2021) Cellule 119 (Depuis 2025)                                                                                       | ✔   | ✔      |
| Maison de poupées                   | Depuis 2015                                                  | | Araignées et scorpions | | Souterrains | ✘   | ✔      |
| Métro                               | Depuis 2021                                                  | |                        | | Citernes 4 et 5 | ✔   | ✘      |
| Monde à l'envers                    | Depuis 2021                                                  | |                        | | Cellule 115 | ✔   | ✘      |
| Morpion                             | Depuis 2025                                                  | | Perches                | | Cellule 217 |     |        |
| Museum                              | Depuis 1996                                                  | Ventouse (jusque 2009) Aimant (2010) |                        | | Cellule 106 | ✔   | ✘      |
| Planches de Pirate                  | Depuis 2023                                                  | |                        | | Cellule 108 | ✔   | ✘      |
| Pont de singe                       | 1992-2011/Depuis 2024 sauf 2001                              | |                        | Gymnaste (2006)Booster (2024) | Extérieur - au dessus de la salle du trésor                                                                                             | ✔   | ✔      |
| Poutre jets-d'eau                   | Depuis 2011                                                  | |                        | | Extérieur - Océan | ✔   | ✔      |
| Précipice extérieur                 | 1995-2011 sauf 2002, depuis 2022                             | |                        | Guerrière Mystère (2022) Lady Boo (2023) Jaba (2024) | Cellule 205 et 105 (duel) Extérieur - paroi                                                                                             | ✔   | ✔      |
| Presse à Boyards                    | 1996-2001, Depuis 2023                                       | |                        | Sauvageonne (1996-1997) Bohémienne (1998-2002, Depuis 2023)                                                                                               | Cellule 116 (1996-2001) Cellule 205 (Depuis 2023)                                                                                       | ✔   | ✘      |
| Prison sous-marine                  | Depuis 2014                                                  | |                        | | Citerne 2 | ✔   | ✔      |
| Rodéo-Dino                          | Depuis 2017                                                  | |                        | | Cellule 111 | ✔   | ✘      |
| Roi du silence                      | Depuis 2019                                                  | |                        | | Cellule 120 | ✔   | ✘      |
| Saut de l'ange                      | Depuis 1996                                                  | | Saut à l'élastique     | | Extérieur - Terrasse | ✔   | ✔      |
| Saut à l'élastique (Saut intérieur) | 1991-2009, Depuis 2023                                       | |                        | | Extérieur - cour intérieure | ✘   | ✔      |
| Salle des Machines                  | Depuis 2025                                                  | | Cylindres              | | Cellule 113 | ✔   | ✘      |
| Supérette                           | Depuis 2024                                                  | |                        | | Cellule 107 | ✘   | ✔      |
| Surf                                | Depuis 2017                                                  | |                        | | Extérieur - Terrasse et océan | ✔   | ✔      |
| Téléphérisque                       | Depuis 2021                                                  | |                        | | Extérieur - Océan | ✔   | ✔      |
| Tête chercheuse                     | Depuis 1996                                                  | |                        | | Cellule 103 | ✘   | ✔      |
| Tir à la corde                      | Depuis 2022                                                  | |                        | Famille Boo | Extérieur - Au-dessus de la salle du trésor                                                                                             | ✔   | ✔      |
| Train fantôme                       | Depuis 2016                                                  | |                        | | Cellule 212 | ✘   | ✔      |
| Turbo Basket                        | Depuis 2020                                                  | |                        | | Extérieur - Cour intérieure | ✔   | ✔      |
| Tyrolienne                          | 1991-2015 sauf 2014Depuis 2023                               | |                        | | Extérieur - terrasse et océan | ✔   | ✔      |
| Vélo                                | Depuis 2014 (Sauf 2020)                                      | |                        | | Extérieur - terrasse | ✔   | ✔      |
| Viking                              | Depuis 2024                                                  | | Excalibur              | | Cellule 102 | ✔   | ✘      |
| Zoo                                 | Depuis 2017                                                  | |                        | | Cellule 215b | ✘   | ✔      |

### Anciennes épreuves
| Nom                                               | Années d'apparition                       | Ancien nom                                  | Variante/évolution de               | Personnage intervenant                                                                     | Localisation                                                       | Clé | Indice         |
| ------------------------------------------------- | ----------------------------------------- | ------------------------------------------- | ----------------------------------- | ------------------------------------------------------------------------------------------ | ------------------------------------------------------------------ | --- | -------------- |
| Aiguilleur                                        | 1998-2002                                 |                                             |                                     |                                                                                            | Cellule 114                                                        | ✔   | ✘              |
| Alchimiste                                        | 1990-1995                                 |                                             |                                     |                                                                                            | Cellule 206                                                        | ✔   | ✘              |
| Alerte rouge                                      | 1990-1993, 2012-2016                      | Topkapi (1990-1993)                         |                                     |                                                                                            | Cellule 102 (1990) Cellule 103 (1991-1993) Cellule 113 (2012-2016) | ✔   | ✘              |
| Antre des Cauchemars (Cellule Interdite)          | Depuis 2024                               |                                             |                                     | Le Maître des Cauchemars                                                                   | Cellule 224                                                        | ✘   | ✘              |
| Amarre trop courte                                | 2008                                      |                                             |                                     |                                                                                            | Extérieur - paroi                                                  | ✘   | ✔              |
| Antre filet                                       | 1992-1998                                 |                                             |                                     |                                                                                            | Cellule 102                                                        | ✔   | ✘              |
| Apnée                                             | 2010                                      |                                             |                                     |                                                                                            | Extérieur - cour intérieure                                        | ✘   | ✘              |
| Araignées                                         | 1991-1992                                 |                                             |                                     | Professeur fou                                                                             | Cellule 211                                                        | ✘   | ✔              |
| Araignées et scorpions                            | 1993-2012 sauf 2011                       |                                             |                                     |                                                                                            | Cellule 211 (1993-1995) Cellule 223 (1996-2010) Cellule 210 (2012) | ✘   | ✔              |
| Arbalète                                          | 1991-1997 sauf 1993, 1995 et 1996         |                                             |                                     |                                                                                            | Extérieur - terrasse                                               | ✘   | ✔              |
| Arbre à clés                                      | 1990-1991                                 |                                             |                                     |                                                                                            | Cellule 108                                                        | ✔   | ✘              |
| Ascenseur                                         | 1995-1997                                 |                                             |                                     |                                                                                            | Extérieur - paroi                                                  | ✘   | ✔              |
| Ascension du poteau                               | 2003-2010 sauf 2008 et 2009               |                                             |                                     |                                                                                            | Extérieur - paroi                                                  | ✘   | ✔              |
| Ascension du tonneau                              | 2005                                      |                                             |                                     |                                                                                            | Extérieur - paroi                                                  | ✘   | ✔              |
| Asile                                             | 2001-2006                                 |                                             |                                     |                                                                                            | Cellule 113                                                        | ✔   | ✘              |
| Assiette                                          | 1995-1996                                 |                                             |                                     |                                                                                            | Cellule 209                                                        | ✔   | ✘              |
| Baguettes                                         | 2000-2013                                 |                                             |                                     |                                                                                            | Cellule 220                                                        | ✔   | ✘              |
| Bal                                               | 2018                                      |                                             |                                     | Les Bodin's                                                                                | Cellule 102                                                        | ✔   | ✘              |
| Balancier                                         | 1999-2002                                 |                                             |                                     |                                                                                            | Extérieur - au dessus de la salle du trésor                        | ✘   | ✔              |
| Balanciers                                        | 2009-2011                                 |                                             |                                     |                                                                                            | Extérieur - océan                                                  | ✔   | ✔              |
| Balançoire                                        | 1990-1992                                 |                                             |                                     |                                                                                            | Cellule 214                                                        | ✔   | ✘              |
| Balles de coton                                   | 2003-2014                                 |                                             |                                     |                                                                                            | Cellule 119                                                        | ✔   | ✘              |
| Ballons                                           | 1990-1991                                 |                                             |                                     |                                                                                            | Extérieur - terrasse                                               | ✘   | ✔              |
| Barge et filet                                    | 1992-1994                                 |                                             |                                     |                                                                                            | Extérieur - océan                                                  | ✘   | ✔              |
| Baril de poudre                                   | 1992-1995 puis 2011-2012                  |                                             |                                     |                                                                                            | Cellule 207                                                        | ✔   | ✘              |
| Barillet                                          | 2006-2010                                 |                                             |                                     |                                                                                            | Cellule 207                                                        | ✔   | ✘              |
| Barreaux                                          | 2002                                      |                                             |                                     | Bohémienne                                                                                 | Cellule 116                                                        | ✔   | ✘              |
| Barrique                                          | 2005                                      |                                             |                                     |                                                                                            | Cellule 207                                                        | ✔   | ✘              |
| Bascule magyare                                   | 1996-2000 puis 2010                       |                                             |                                     |                                                                                            | Cellule 207                                                        | ✔   | ✘              |
| Basket                                            | 2015-2017                                 |                                             |                                     |                                                                                            | Cellule 211                                                        | ✔   | ✘              |
| B.E.E.F.                                          | 2021                                      |                                             |                                     | Père Fouras                                                                                | Vigie                                                              | ✔   | ✘              |
| Bélier                                            | 2013                                      |                                             |                                     |                                                                                            | Extérieur - coursive                                               | ✘   | ✔              |
| Bibliothèque                                      | 1997-2000, 2013-2015                      | Colonne du libraire (jusque 2000)           |                                     |                                                                                            | Cellule 203 (1997-2000) Cellule 107 (2013-2015)                    | ✔   | ✘              |
| Bibliothèque abandonnée                           | 2016-2023                                 |                                             |                                     |                                                                                            | Cellule 107                                                        | ✘   | ✔              |
| Billard                                           | 2009                                      |                                             |                                     |                                                                                            | Cellule 118                                                        | ✔   | ✘              |
| Bingo'ssbo                                        | 2021                                      |                                             |                                     | Cyril Gossbo                                                                               | Cellules 208 et 109                                                | ✘   | ✔              |
| Bizutage                                          | 1994-2016 sauf 1997, 1999, 2000 et 2002   |                                             |                                     |                                                                                            | Cellule 205 (1994-2011) Cellule 120 (2012-2016)                    | ✔   | ✘              |
| Boa sous-marin                                    | 2012                                      |                                             |                                     |                                                                                            | Citerne                                                            | ✔   | ✔              |
| Bobine                                            | 1998-2010                                 |                                             |                                     |                                                                                            | Cellule 109                                                        | ✔   | ✘              |
| Boite à bille                                     | 1993-1997                                 |                                             |                                     |                                                                                            | Cellule 109                                                        | ✔   | ✘              |
| Bonneteau                                         | 1990-2013/2023 sauf 2001 et 2002          |                                             |                                     | Magicien (1990-2013) Maître du Temps (Magicien) (2023)                                     | Cellule 216 (1990-2011) Cellule 221 (2012-2013)Cellule 218 (2023)  | ✔   | ✘              |
| Bouclier                                          | 2013                                      |                                             | Cotons-tiges                        | Mister Boo                                                                                 | Cellule 102                                                        | ✔   | ✘              |
| Bouées                                            | 1992                                      |                                             |                                     |                                                                                            | Extérieur - océan                                                  | ✘   | ✔              |
| Boulet à la mer                                   | 2007                                      |                                             |                                     |                                                                                            | Extérieur - carrelet                                               | ✔   | ✘              |
| Boulets                                           | 1990-1994                                 |                                             |                                     |                                                                                            | Cellule 105                                                        | ✔   | ✘              |
| Boulets sur la planche                            | 1992-1994 puis 2010                       |                                             |                                     |                                                                                            | Cellule 101                                                        | ✔   | ✘              |
| Boyard Academy                                    | 2014-2020 sauf en 2019                    | Magic Academy (2014)                        |                                     | Guests-stars : voir la liste + Passe-Muraille                                              | Vigie                                                              | ✔   | ✔              |
| Boyardodrome                                      | 2017-2020                                 |                                             |                                     |                                                                                            | Cellule 115                                                        | ✔   | ✘              |
| Brancard                                          | 2011-2015                                 |                                             |                                     |                                                                                            | Cellule 212                                                        | ✘   | ✔              |
| Branche                                           | 2004-2007, 2011                           |                                             |                                     |                                                                                            | Extérieur - cour intérieure                                        | ✘   | ✔              |
| Bras de fer                                       | 1990-2007 sauf 1996 et 2001 à 2005        |                                             |                                     | Homme Fort                                                                                 | Cellule 212 (1990-2000) Cellule 116 (2006-2007)                    | ✔   | ✘              |
| Buche de Noël                                     | 2012                                      |                                             |                                     |                                                                                            | Citerne                                                            | ✘   | ✔              |
| Burin                                             | 2010                                      |                                             | Tête de tigre                       |                                                                                            | Cellule 218                                                        | ✔   | ✘              |
| Cabane du trappeur                                | 2021                                      |                                             |                                     | Gary Boo                                                                                   | Cellule 113                                                        | ✔   | ✘              |
| Cabestan                                          | 1994-2007                                 |                                             |                                     | Homme Fort                                                                                 | Cellule 108                                                        | ✔   | ✘              |
| Cabine aquatique                                  | 2019-2020                                 |                                             |                                     | Père Fouras                                                                                | Extérieur - Cour intérieure                                        | ✔   | ✔              |
| Cablocypède                                       | 1998-2016 sauf 2003, 2005, 2013 à 2015    |                                             |                                     |                                                                                            | Extérieur - Cour intérieure                                        | ✔   | ✔              |
| Cachots abandonnés                                | 2021-2023                                 |                                             |                                     |                                                                                            | Labyrinthe souterrain                                              | ✘   | ✔              |
| Cadeaux empoisonnés                               | 2012                                      |                                             |                                     |                                                                                            | Cellule 120                                                        | ✔   | ✘              |
| Cage aux tigres                                   | 1997-1998                                 |                                             |                                     | Félindra                                                                                   | Extérieur - salle du trésor                                        | ✔   | ✔              |
| Cage immergée                                     | 2011-2020 sauf 2018                       |                                             |                                     |                                                                                            | Citerne 4                                                          | ✔   | ✔              |
| Cage télescopique                                 | 1990-1995                                 |                                             |                                     |                                                                                            | Cellule 119                                                        | ✔   | ✘              |
| Cagoule                                           | 1992-1995                                 |                                             |                                     | Sumo(1992-1993) La Boule (1994-1995)                                                       | Cellule 211B                                                       | ✔   | ✘              |
| Calcul à la suite                                 | 1992-1996                                 |                                             |                                     | Professeur Fou                                                                             | Cellule 223                                                        | ✔   | ✘              |
| Carotte                                           | 1998-1999                                 |                                             |                                     |                                                                                            | Cellule 221                                                        | ✔   | ✘              |
| Casino Méga-Jackpot                               | 2013-2022                                 | Casino (jusque 2017)                        |                                     |                                                                                            | Cellule 114                                                        | ✔   | ✘              |
| Catapulte                                         | 1995-2004, 2012-2013                      |                                             |                                     |                                                                                            | Extérieur - cour intérieure                                        | ✔   | ✔              |
| Cellule interactive                               | 2011-2013                                 |                                             |                                     | Luciole                                                                                    | Cellule 112                                                        | ✔   | ✘              |
| Cellule infernale                                 | 2022-2024                                 |                                             |                                     |                                                                                            | Cellule 113                                                        | ✔   | ✘              |
| Cellule qui rétrécit                              | 1992-2014                                 |                                             |                                     |                                                                                            | Cellule 203                                                        | ✔   | ✔              |
| Cerce                                             | 2013-2021                                 |                                             |                                     |                                                                                            | Extérieur - Cour intérieure                                        | ✔   | ✔              |
| Chaîne                                            | 1993                                      |                                             |                                     |                                                                                            | Extérieur - paroi                                                  | ✘   | ✔              |
| Chaloupe                                          | 1997                                      |                                             |                                     |                                                                                            | Cellule 206                                                        | ✔   | ✘              |
| Chamboule-Champ'                                  | 2012                                      |                                             |                                     |                                                                                            | Cellule 120                                                        | ✔   | ✘              |
| Chambre froide                                    | 2012-2021                                 |                                             | Tubulure (1990) Menotte (1996-2013) |                                                                                            | Cellule 209                                                        | ✔   | ✔              |
| Chambrière                                        | 2009-2010                                 |                                             | Clé sur la grille                   | Félindra                                                                                   | Extérieur - cage des tigres                                        | ✔   | ✘              |
| Chantier                                          | 2002-2003                                 |                                             |                                     |                                                                                            | Cellule 207                                                        | ✔   | ✘              |
| Chaudron                                          | 2003                                      |                                             |                                     |                                                                                            | Cellule 211                                                        | ✔   | ✘              |
| Chaussette                                        | 1995                                      |                                             |                                     | Pêcheur                                                                                    | Extérieur - paroi                                                  | ✘   | ✔              |
| Chez Tata Fouras                                  | 2020-2021                                 |                                             |                                     |                                                                                            | Cellule 218                                                        | ✔   | ✘              |
| Cible                                             | 2008                                      |                                             |                                     |                                                                                            | Cellule 111                                                        | ✔   | ✘              |
| Clé au filet                                      | 2003-2005                                 |                                             | Clé à la mer                        |                                                                                            | Extérieur - carrelet                                               | ✔   | ✘              |
| Clé sur la grille                                 | 1990-1994                                 |                                             |                                     |                                                                                            | Cellule 209                                                        | ✔   | ✘              |
| Code braille                                      | 2012                                      |                                             | Loto des animaux                    |                                                                                            | Cellule 215b                                                       | ✘   | ✔              |
| Code musical                                      | 2001-2002                                 |                                             |                                     | Bohémienne                                                                                 | Cellule 215b                                                       | ✔   | ✘              |
| Coffre des marins                                 | 1990                                      |                                             |                                     |                                                                                            | Cellule 215a                                                       | ✔   | ✘              |
| Coffre fort                                       | 1990                                      |                                             |                                     |                                                                                            | Cellule 217                                                        | ✔   | ✘              |
| Coffre immergé                                    | 2011                                      |                                             |                                     |                                                                                            | Citerne                                                            | ✘   | ✔              |
| Colin-maillard                                    | 1990                                      |                                             |                                     | Femmes noires                                                                              | Cellule 205                                                        | ✔   | ✘              |
| Conserves                                         | 2003                                      |                                             |                                     |                                                                                            | Cellule 112                                                        | ✔   | ✘              |
| Corderie                                          | 2002                                      |                                             |                                     |                                                                                            | Cellule 105                                                        | ✔   | ✘              |
| Corniche                                          | 1990-1994, 2006-2008                      |                                             |                                     |                                                                                            | Cellule 213 (1990-1994) Cellule 112 (2006-2008)                    | ✔   | ✘              |
| Corniche                                          | 1998                                      |                                             |                                     |                                                                                            | Cellule 111                                                        | ✔   | ✘              |
| Course en armure                                  | 2016-2017                                 |                                             |                                     | Chevalier                                                                                  | Extérieur - Terrasse                                               | ✔   | ✘              |
| Couture                                           | 2000                                      |                                             |                                     |                                                                                            | Cellule 112                                                        | ✔   | ✘              |
| Croco World                                       | 2018-2022                                 |                                             |                                     |                                                                                            | Cellule 108                                                        | ✘   | ✔              |
| Culbuto                                           | 2000                                      |                                             |                                     |                                                                                            | Extérieur - paroi                                                  | ✘   | ✔              |
| Cuves                                             | 2011                                      |                                             |                                     |                                                                                            | Cellule 209                                                        | ✘   | ✔              |
| Cyclo-cardio                                      | 2008                                      |                                             |                                     |                                                                                            | Cellule 118                                                        | ✔   | ✘              |
| Cylindres                                         | 1993-2017                                 |                                             |                                     |                                                                                            | Cellule 214                                                        | ✔   | ✘              |
| Dauphin                                           | 2000-2011 sauf 2011                       |                                             |                                     |                                                                                            | Cellule 120                                                        | ✔   | ✘              |
| De la Terre à la Lune                             | 1990-1995, 2012-2017                      | Horloge de la chapelle (1990-1995)          |                                     |                                                                                            | Cellule 113 (1990-1995) Cellule 205 (2012-2017)                    | ✔   | ✘              |
| Débarras                                          | 1999-2004                                 |                                             |                                     |                                                                                            | Cellule 217                                                        | ✔   | ✘              |
| Débarras du Fort                                  | 2022-2024                                 |                                             |                                     | Cyril Gossbo                                                                               | Cellule 218                                                        | ✔   | ✘              |
| Déroulé-boulet                                    | 2017                                      |                                             |                                     |                                                                                            | Extérieur - Océan                                                  | ✔   | ✘              |
| Descente                                          | 2002                                      |                                             |                                     |                                                                                            | Extérieur - paroi                                                  | ✘   | ✔              |
| Doigts de fée                                     | 1999                                      |                                             |                                     |                                                                                            | Cellule 215b                                                       | ✔   | ✘              |
| Double-chaise instable                            | 2019                                      |                                             | Chaise instable                     |                                                                                            | Extérieur - Terrasse                                               | ✘   | ✔              |
| Double-corniche                                   | 2005                                      |                                             | Corniche                            |                                                                                            | Cellule 112                                                        | ✔   | ✘              |
| Double-échelle                                    | 2006-2007 (À l'étranger) 2010 (en France) |                                             |                                     |                                                                                            | Cellule 102 (À l'étranger) Extérieur - cour intérieure (en France) | ✘   | ✘              |
| Double-saut de l'ange                             | 2019-2021                                 |                                             | Saut de l'ange                      |                                                                                            | Extérieur - Terrasse                                               | ✘   | ✔              |
| Douches                                           | 2006                                      |                                             |                                     |                                                                                            | Cellule 105                                                        | ✔   | ✘              |
| Draps                                             | 1999                                      |                                             |                                     |                                                                                            | Cellule 111                                                        | ✔   | ✘              |
| Échafaudage                                       | 2002                                      |                                             |                                     |                                                                                            | Extérieur - cour intérieure                                        | ✘   | ✔              |
| Échelle                                           | 2004                                      |                                             |                                     |                                                                                            | Extérieur - cour intérieure                                        | ✘   | ✔              |
| Échelle d'évacuation                              | 2002                                      |                                             |                                     |                                                                                            | Extérieur - paroi                                                  | ✘   | ✔              |
| Échelle infernale                                 | 1993-2010                                 |                                             |                                     |                                                                                            | Cellule 110                                                        | ✔   | ✘              |
| Échelle spéléo                                    | 1994-1996 puis 2000 puis 2010             |                                             |                                     |                                                                                            | Extérieur - cour intérieure                                        | ✘   | ✔              |
| Écurie                                            | 2002                                      |                                             |                                     |                                                                                            | Cellule 112                                                        | ✔   | ✘              |
| Égout                                             | 2011-2018                                 |                                             |                                     |                                                                                            | Cellule 118                                                        | ✔   | ✔              |
| Engrenages                                        | 1991-1992                                 |                                             |                                     |                                                                                            | Cellule 118                                                        | ✔   | ✘              |
| Énigme de Jaba                                    | 1997                                      |                                             |                                     | Jaba                                                                                       | Extérieur                                                          | ✘   | ✔              |
| Énigme interactive                                | 2011-2012                                 |                                             | Cellule interactive                 | Père Fouras                                                                                | Cellule 112                                                        | ✔   | ✘              |
| Entrainement sous-marin                           | 2013-2015                                 |                                             |                                     |                                                                                            | Extérieur - cour intérieure                                        | ✘   | ✔              |
| Éolienne                                          | 2015-2017                                 |                                             |                                     |                                                                                            | Extérieur - Carrelet                                               | ✔   | ✔              |
| Équilibre                                         | 2007                                      |                                             |                                     |                                                                                            | Extérieur - au dessus de la salle du trésor                        | ✘   | ✔              |
| Équilibre à deux                                  | 2011-2015                                 |                                             |                                     |                                                                                            | Extérieur - au dessus de la salle du trésor                        | ✘   | ✔              |
| Escalier inutile                                  | 1997                                      |                                             |                                     |                                                                                            | Extérieur - terrasse                                               | ✘   | ✔              |
| Esquif                                            | 1997-2006 sauf 1999, 2002 à 2005          |                                             |                                     |                                                                                            | Extérieur - océan                                                  | ✘   | ✔              |
| Étriers suspendus                                 | 1990-2011                                 |                                             |                                     |                                                                                            | Cellule 115                                                        | ✔   | ✘              |
| Everest                                           | 1998-1999, 2002, 2006                     |                                             |                                     |                                                                                            | Extérieur - paroi                                                  | ✘   | ✔              |
| Excalibur                                         | 1991-2018                                 |                                             |                                     |                                                                                            | Cellule 219                                                        | ✔   | ✘              |
| Femme sans tête                                   | 1995                                      |                                             |                                     | Femme sans tête                                                                            | Cellule 103                                                        | ✔   | ✘              |
| Filet africain                                    | 1990-1991                                 |                                             |                                     |                                                                                            | Cellule 101                                                        | ✔   | ✘              |
| Filet vertical                                    | 2005                                      |                                             |                                     |                                                                                            | Extérieur - océan                                                  | ✘   | ✔              |
| Filet-boulet                                      | 2004-2010                                 |                                             |                                     |                                                                                            | Cellule 215b                                                       | ✔   | ✘              |
| Fils à plomb                                      | 1997-1998                                 |                                             |                                     |                                                                                            | Cellule 211b                                                       | ✔   | ✘              |
| Fondeur de lettres                                | 1992-1993                                 |                                             |                                     |                                                                                            | Extérieur - terrasse                                               | ✘   | ✔              |
| Fusée                                             | 1994                                      |                                             |                                     |                                                                                            | Extérieur - terrasse                                               | ✘   | ✔              |
| Fusibles                                          | 2004                                      |                                             |                                     |                                                                                            | Cellule 207                                                        | ✔   | ✘              |
| Gagarine                                          | 2012-2020                                 | Gagarine TV (2015)                          |                                     | Père Fouras                                                                                | Cellule 109                                                        | ✔   | ✔              |
| Garage                                            | 2015-2023                                 |                                             |                                     |                                                                                            | Cellule 105                                                        | ✔   | ✘              |
| Galets                                            | 1998                                      |                                             |                                     |                                                                                            | Cellule 217                                                        | ✔   | ✘              |
| Galerie des Portraits (Cellule Interdite)         | 2024                                      |                                             |                                     | Personnages en rotation: Jaba, La Bohémienne, Magik, M Tchan, Moundir, Megagaf             | Cellule 118                                                        | ✘   | ✘              |
| Gyroscope                                         | 1995-1997                                 |                                             |                                     |                                                                                            | Cellule 111                                                        | ✔   | ✘              |
| Haute Sécurité (Cellule Interdite)                | 2024                                      |                                             |                                     | Le Trésorier                                                                               | Cellule 119                                                        | ✘   | ✘              |
| Hamac                                             | 2004                                      |                                             |                                     |                                                                                            | Extérieur - terrasse                                               | ✘   | ✔              |
| Hamacs                                            | 2015                                      |                                             |                                     |                                                                                            | Cellule 115                                                        | ✔   | ✘              |
| Homme volant                                      | 1992-1994                                 |                                             |                                     |                                                                                            | Extérieur - terrasse                                               | ✘   | ✔              |
| Jarres                                            | 1990-2017 sauf 2010                       | Souris (jusque 2009)                        |                                     |                                                                                            | Cellule 218 (1990-2007) Cellule 217 (2008-2017)                    | ✔   | ✘              |
| Jingbille                                         | 1998                                      |                                             | Boite à bille                       |                                                                                            | Cellule 221                                                        | ✔   | ✘              |
| Joute                                             | 2000                                      |                                             |                                     | Homme Fort                                                                                 | Cellule 221                                                        | ✔   | ✘              |
| Labyrinthe obscur                                 | 1990-2000 sauf 1999                       |                                             |                                     | Ariane                                                                                     | Souterrains                                                        | ✔   | ✔              |
| Lettres déformables                               | 1992-1993                                 |                                             |                                     |                                                                                            | Extérieur - cour intérieure                                        | ✘   | ✔              |
| Liane                                             | 2002                                      |                                             |                                     |                                                                                            | Extérieur - cour intérieure                                        | ✘   | ✔              |
| Loto des animaux                                  | 2011                                      |                                             |                                     |                                                                                            | Cellule 215b                                                       | ✘   | ✔              |
| Louches                                           | 2005-2006                                 |                                             |                                     |                                                                                            | Cellule 217                                                        | ✔   | ✘              |
| Lustre                                            | 2005-2006                                 |                                             |                                     |                                                                                            | Cellule 209 (2005) Cellule 221 (2006)                              | ✔   | ✘              |
| Machine infernale                                 | 1994                                      |                                             |                                     |                                                                                            | Cellule 220                                                        | ✔   | ✘              |
| Maison engloutie                                  | 2001-2004, 2008-2009, 2011, 2013          | Atelier englouti (2011) Dôme immergé (2013) |                                     |                                                                                            | Citerne                                                            | ✘   | ✔              |
| Mal de mur                                        | 2009-2010                                 |                                             |                                     |                                                                                            | Cellule 112                                                        | ✔   | ✘              |
| Mange-fil                                         | 2001-2010 sauf 2003, 2005, 2007 à 2010    |                                             |                                     |                                                                                            | Cellule 221 (2001-2002) Cellule 212 (2003-2010)                    | ✔   | ✘              |
| Mannequins                                        | 2008                                      |                                             |                                     |                                                                                            | Cellule 108                                                        | ✔   | ✘              |
| Manolier                                          | 2000-2015                                 |                                             |                                     |                                                                                            | Cellule 208 (2000-2010) Cellule 102 (2011-2015)                    | ✔   | ✘              |
| Marches                                           | 1999-2002                                 |                                             |                                     |                                                                                            | Extérieur - cour intérieure                                        | ✘   | ✔              |
| Marches en tubes                                  | 2009                                      |                                             |                                     |                                                                                            | Cellule 113                                                        | ✔   | ✘              |
| Mâts suspendus                                    | 2017                                      |                                             |                                     | Lady Boo                                                                                   | Extérieur - Cour intérieure                                        | ✔   | ✘              |
| Mégagaf                                           | 2018-2021 sauf 2020                       |                                             |                                     | Mégagaf                                                                                    | Extérieur - Océan                                                  | ✔   | ✘              |
| Menotte                                           | 1996-2013 sauf 2002                       |                                             |                                     |                                                                                            | Cellule 101                                                        | ✔   | ✘              |
| Menotte immergée                                  | 2012                                      |                                             | Menotte                             |                                                                                            | Citerne 2                                                          | ✘   | ✔              |
| Métier à tisser                                   | 2007-2012                                 |                                             |                                     |                                                                                            | Cellule 206 (2007) Cellule 114 (2008-2012)                         | ✔   | ✘              |
| Miroir                                            | 2006                                      |                                             |                                     |                                                                                            | Extérieur - au dessus de la salle du trésor                        | ✘   | ✔              |
| Mister Boo                                        | 2013-2016 sauf 2015                       |                                             | Lutte dans la boue                  | Mister Boo                                                                                 | Cellule 208                                                        | ✔   | ✘              |
| Momie                                             | 2016-2021                                 |                                             |                                     | Père Fouras                                                                                | Cellule 110                                                        | ✔   | ✘              |
| Monochaise                                        | 2007-2008                                 |                                             |                                     |                                                                                            | Extérieur - cour intérieure                                        | ✘   | ✔              |
| Mot de passe                                      | 1993-1996                                 |                                             |                                     |                                                                                            | Cellule 221                                                        | ✔   | ✘              |
| Moulin                                            | 2001                                      |                                             |                                     |                                                                                            | Cellule 112                                                        | ✔   | ✘              |
| Moulin à eau                                      | 2015                                      |                                             |                                     | Père Fouras                                                                                | Cellule 210                                                        | ✔   | ✘              |
| M. Tchan                                          | 2007-2009                                 |                                             |                                     | M. Tchan                                                                                   | Cellule 117                                                        | ✔   | ✘              |
| Mur                                               | 2000-2001                                 |                                             |                                     |                                                                                            | Cellule 105                                                        | ✔   | ✘              |
| Mur glissant                                      | 1990-1997, 2003-2005                      |                                             |                                     |                                                                                            | Cellule 114                                                        | ✔   | ✘              |
| Musée des horreurs                                | 1990                                      |                                             |                                     |                                                                                            | Cellule 202                                                        | ✔   | ✘              |
| Musée des Reliques Sacrées (Cellule Interdite)    | 2024                                      |                                             |                                     |                                                                                            | Cellule 118                                                        | ✘   | ✘              |
| Nœud                                              | 2004                                      |                                             |                                     |                                                                                            | Cellule 211                                                        | ✔   | ✘              |
| Noria                                             | 2003-2005                                 |                                             |                                     |                                                                                            | Cellule 105                                                        | ✔   | ✘              |
| Ouistiti                                          | 1995                                      |                                             |                                     |                                                                                            | Extérieur - paroi                                                  | ✘   | ✔              |
| Pain de glace                                     | 1997                                      |                                             |                                     |                                                                                            | Cellule 211                                                        | ✔   | ✘              |
| Palets                                            | 1994-1996                                 |                                             |                                     |                                                                                            | Cellule 107                                                        | ✔   | ✘              |
| Parapluies                                        | 2013                                      |                                             | Funambule                           |                                                                                            | Extérieur - au dessus de la salle du trésor                        | ✔   | ✔              |
| Parquet                                           | 1990-1994                                 |                                             |                                     |                                                                                            | Cellule 118                                                        | ✔   | ✘              |
| Pays des merveilles                               | 2016-2017                                 |                                             |                                     |                                                                                            | Cellule 102                                                        | ✔   | ✘              |
| Pendule                                           | 1998-1999                                 |                                             |                                     |                                                                                            | Cellule 211                                                        | ✔   | ✘              |
| Perches                                           | 2005-2014sauf 2011                        |                                             |                                     |                                                                                            | Cellule 211                                                        | ✔   | ✘              |
| Percolateur                                       | 2012-2019                                 |                                             |                                     |                                                                                            | Cellule 218                                                        | ✔   | ✘              |
| Pesée                                             | 1995                                      |                                             |                                     |                                                                                            | Cellule 101                                                        | ✔   | ✘              |
| Pied marin                                        | 1997, 2011-2015                           |                                             |                                     |                                                                                            | Cellule 107 (1997) Cellule 108 (2011-2015)                         | ✔   | ✘              |
| Pierres empilées                                  | 1990-1992                                 |                                             |                                     |                                                                                            | Cellule 106                                                        | ✔   | ✘              |
| Pierres extérieures                               | 1990-2010 sauf entre 2003 et 2006         |                                             |                                     |                                                                                            | Cellule 221                                                        | ✔   | ✘              |
| Pince                                             | 2007                                      |                                             |                                     |                                                                                            | Cellule 114                                                        | ✔   | ✘              |
| Pirate                                            | 1995                                      |                                             |                                     | Jaba                                                                                       | Cellule 220                                                        | ✔   | ✘              |
| Pivot                                             | 1996-1998                                 |                                             |                                     |                                                                                            | Cellule 206 (1996) Cellule 120 (1997-1998)                         | ✔   | ✘              |
| Pivot                                             | 2004                                      |                                             |                                     |                                                                                            | Cellule 209                                                        | ✔   | ✘              |
| Planche                                           | 2001-2002                                 |                                             |                                     |                                                                                            | Cellule 211                                                        | ✔   | ✘              |
| Planches                                          | 2004-2005                                 |                                             |                                     |                                                                                            | Extérieur - océan                                                  | ✘   | ✔              |
| Planétarium                                       | 2006-2009                                 |                                             |                                     |                                                                                            | Cellule 209                                                        | ✔   | ✘              |
| Plateau 215                                       | 2013-2016                                 |                                             |                                     | Père Fouras                                                                                | Cellule 215b                                                       | ✔   | ✔              |
| Poignards                                         | 1996-1999                                 |                                             |                                     | Jaba                                                                                       | Cellule 220                                                        | ✔   | ✘              |
| Porteur d'eau                                     | 1999-2005                                 |                                             |                                     |                                                                                            | Cellule 102                                                        | ✔   | ✘              |
| Poupées russes                                    | 1990                                      |                                             |                                     |                                                                                            | Cellule 219                                                        | ✔   | ✘              |
| Poutre à la mer                                   | 2008 puis 2010                            |                                             | Balancier                           |                                                                                            | Extérieur - carrelet                                               | ✔   | ✘              |
| Poutre étriers                                    | 2010                                      |                                             |                                     |                                                                                            | Extérieur - cour intérieure                                        | ✘   | ✘              |
| Prisonniers                                       | 1990                                      |                                             |                                     | Prisonniers                                                                                | Cellules 109 et 110                                                | ✔   | ✘              |
| Quatre poulies                                    | 2008-2009                                 |                                             |                                     |                                                                                            | Cellule 218                                                        | ✔   | ✘              |
| Radeau                                            | 2001-2002, 2005-2006, 2008-2009, 2012     |                                             |                                     |                                                                                            | Extérieur - océan                                                  | ✔   | ✔              |
| Rampeur                                           | 1994-1997, 2002                           |                                             |                                     |                                                                                            | Cellule 217                                                        | ✔   | ✔              |
| Relais arbalète                                   | 2010                                      |                                             |                                     |                                                                                            | Fort                                                               | ✘   | ✘              |
| Repaire des Bannis (Cellule Interdite)            | 2024                                      |                                             |                                     | Personnages en rotation: Le Tavernier, Bleue, Anne-Gaëlle, La Pirate, Pilote de Sous-Marin | Cellule 119                                                        | ✘   | ✘              |
| Réserve                                           | 1993-1995                                 |                                             |                                     | Cuisinier                                                                                  | Cellule 106                                                        | ✔   | ✘              |
| Revenants                                         | 1994                                      |                                             |                                     |                                                                                            | Cellule 103                                                        | ✔   | ✘              |
| Ring                                              | 2007-2016                                 |                                             |                                     |                                                                                            | Cellule 105 (2007-2014) Cellule 119 (2015-2016)                    | ✔   | ✘              |
| Rocket-man                                        | 2006-2017                                 |                                             |                                     |                                                                                            | Extérieur - Cour intérieure                                        | ✔   | ✔              |
| Rondins                                           | 2006                                      |                                             |                                     |                                                                                            | Extérieur - au dessus de la salle du trésor                        | ✘   | ✔              |
| Rouleau                                           | 2014                                      |                                             |                                     |                                                                                            | Extérieur - océan                                                  | ✘   | ✔              |
| Sable                                             | 1990-1993                                 |                                             |                                     |                                                                                            | Cellule 117                                                        | ✔   | ✘              |
| Sacs                                              | 2007-2010 sauf 2009                       |                                             |                                     |                                                                                            | Cellule 221                                                        | ✔   | ✘              |
| Safari                                            | 2014-2021                                 |                                             | Cage aux tigres                     | Félindra                                                                                   | Extérieur - Salle du trésor                                        | ✔   | ✔              |
| Salle d'armes                                     | 2007-2008                                 |                                             |                                     |                                                                                            | Cellule 113                                                        | ✔   | ✘              |
| Salle des illusions                               | 2014                                      |                                             |                                     | Luciole                                                                                    | Cellule 115                                                        | ✔   | ✘              |
| Salle des tortures                                | 1990-1994 puis 2010-2016                  | Jungle (2016)                               |                                     |                                                                                            | Cellule 111                                                        | ✔   | ✘              |
| Salle des Trophées (Cellule Interdite)            | 2024                                      |                                             |                                     |                                                                                            | Cellule 118                                                        | ✘   | ✘              |
| Salle Informatique (Cellule Interdite)            | 2024                                      |                                             |                                     | Pepper                                                                                     | Cellule 119                                                        | ✘   | ✘              |
| Sapin immergé                                     | 1997                                      |                                             |                                     |                                                                                            | Citerne                                                            | ✘   | ✔              |
| Scaphandre                                        | 1995-1996                                 |                                             |                                     |                                                                                            | Extérieur - océan                                                  | ✘   | ✔              |
| Scie                                              | 1999-2000                                 |                                             |                                     |                                                                                            | Cellule 120 (1999) Cellule 215b (2000)                             | ✔   | ✘              |
| Seaux                                             | 2001                                      |                                             |                                     |                                                                                            | Cellule 111                                                        | ✔   | ✘              |
| Secousse                                          | 1998                                      |                                             |                                     | Jaba                                                                                       | Cellule 110                                                        | ✔   | ✘              |
| Sémaphore                                         | 1991                                      |                                             |                                     |                                                                                            | Cellules 109 et 110                                                | ✘   | ✔              |
| Sisyphe                                           | 2006-2009 sauf 2008                       |                                             |                                     |                                                                                            | Cellule 211b                                                       | ✔   | ✘              |
| Ski                                               | 2017-2020                                 |                                             |                                     |                                                                                            | Cellule 113                                                        | ✔   | ✘              |
| Skis                                              | 2004-2006                                 |                                             |                                     |                                                                                            | Extérieur - au dessus de la salle du trésor                        | ✘   | ✔              |
| Slaïme                                            | 2020-2021                                 |                                             |                                     | Cyril Gossbo                                                                               | Cellule 208                                                        | ✔   | ✘              |
| Smash                                             | 2009                                      |                                             |                                     |                                                                                            | Cellule 108                                                        | ✔   | ✘              |
| Soufflerie                                        | 1995-1999                                 |                                             |                                     |                                                                                            | Cellule 105                                                        | ✔   | ✘              |
| Souffleurs                                        | 2006                                      |                                             |                                     |                                                                                            | Cellule 114                                                        | ✔   | ✘              |
| Souricière                                        | 2001-2004 sauf 2003                       |                                             |                                     |                                                                                            | Cellule 211b                                                       | ✔   | ✘              |
| Souterrain inondé                                 | 1991-2000 sauf 1998                       |                                             |                                     |                                                                                            | Citerne                                                            | ✘   | ✔              |
| Spa (Père Fouras Show)                            | 2017-2023                                 | Spa'rade (2020) Spa (Nouveau soin) (2023)   | Plateau 215                         | Père Fouras                                                                                | Cellule 119                                                        | ✘   | ✔              |
| Spéléo                                            | 2003, 2005                                |                                             |                                     |                                                                                            | Souterrains                                                        | ✘   | ✔              |
| Stand de tir                                      | 2016                                      |                                             |                                     | Mister Boo                                                                                 | Extérieur - cour intérieure                                        | ✔   | ✘              |
| Surplomb                                          | 1996-1997                                 |                                             |                                     |                                                                                            | Extérieur - océan                                                  | ✘   | ✔              |
| Table instable                                    | 2000                                      |                                             |                                     |                                                                                            | Cellule 211                                                        | ✔   | ✘              |
| Tableaux                                          | 2007                                      |                                             |                                     |                                                                                            | Cellule 217                                                        | ✔   | ✘              |
| Taquin-marin                                      | 2007-2011                                 |                                             |                                     |                                                                                            | Citerne                                                            | ✘   | ✔              |
| Taupe                                             | 1999-2003                                 |                                             |                                     |                                                                                            | Cellule 206                                                        | ✔   | ✘              |
| Temple de La Destinée                             | 2019-2023                                 | Temple Maudit (2019-2022)                   |                                     |                                                                                            | Cellule 102                                                        | ✔   | ✘              |
| Temps modernes                                    | 1990-1993                                 |                                             |                                     |                                                                                            | Cellule 107                                                        | ✔   | ✘              |
| Tête dans l'eau                                   | 1993-1996                                 |                                             |                                     |                                                                                            | Cellule 120                                                        | ✔   | ✘              |
| Tête de tigre                                     | 1990                                      |                                             |                                     |                                                                                            | Cellule 220                                                        | ✔   | ✘              |
| Théâtre                                           | 2017-2018                                 | Asile (2017) Cellule capitonnée (2017)      |                                     | Passe-Muraille                                                                             | Cellule 120                                                        | ✔   | ✘              |
| Tir à l'arc                                       | 1991-1993                                 |                                             |                                     |                                                                                            | Cellule 205                                                        | ✔   | ✘              |
| Tirer de corde                                    | 1992-1993                                 |                                             |                                     | Homme Fort                                                                                 | Cellule 108                                                        | ✔   | ✘              |
| Tirlitournette                                    | 2000                                      |                                             |                                     | Jaba                                                                                       | Cellule 111                                                        | ✔   | ✘              |
| Tiroirs                                           | 2000-2002                                 |                                             |                                     |                                                                                            | Cellule 119                                                        | ✔   | ✘              |
| T.N.T                                             | 2017-2020                                 |                                             | Tyrolienne infernale                |                                                                                            | Extérieur - terrasse et océan                                      | ✘   | ✔              |
| Toile d'araignée                                  | 1996-2000                                 |                                             |                                     |                                                                                            | Cellule 113                                                        | ✔   | ✘              |
| Toile d'araignée                                  | 2007-2011                                 |                                             |                                     |                                                                                            | Extérieur - cour intérieure                                        | ✘   | ✔              |
| Tombeau des Esprits Frappeurs (Cellule Interdite) | 2024                                      |                                             |                                     | Les Esprits Frappeurs                                                                      | Tout le Fort                                                       | ✘   | ✘              |
| Tonneau                                           | 1993                                      |                                             |                                     |                                                                                            | Cellule 217                                                        | ✔   | ✘              |
| Tonneau                                           | 2002-2010                                 |                                             |                                     |                                                                                            | Cellule 111 (2002-2007) Cellule 102 (2008-2010)                    | ✔   | ✘              |
| Tord-boyaux                                       | 2008-2012                                 |                                             |                                     |                                                                                            | Cellule 206                                                        | ✔   | ✘              |
| Tortue                                            | 2001                                      |                                             |                                     |                                                                                            | Cellule 207                                                        | ✔   | ✘              |
| Tourniquet                                        | 1998-2012                                 |                                             |                                     |                                                                                            | Cellule 107                                                        | ✔   | ✘              |
| Transformateur                                    | 2009                                      |                                             |                                     |                                                                                            | Cellule 111                                                        | ✔   | ✘              |
| Trapèze                                           | 1998                                      |                                             |                                     | Trapéziste                                                                                 | Extérieur - au dessus de la salle du trésor                        | ✘   | ✔              |
| Tremplin                                          | 2012                                      |                                             |                                     |                                                                                            | Extérieur - terrasse                                               | ✔   | ✔              |
| Tri sélectif                                      | 2014-2019                                 |                                             |                                     |                                                                                            | Cellule 101                                                        | ✔   | ✘              |
| Trois fontaines                                   | 1990                                      |                                             |                                     |                                                                                            | Cellule 207                                                        | ✔   | ✘              |
| Tromblon                                          | 1998                                      |                                             |                                     | Jaba                                                                                       | Cellule 206                                                        | ✔   | ✘              |
| Tubulure                                          | 1990                                      |                                             |                                     |                                                                                            | Cellule 201                                                        | ✔   | ✘              |
| Tuyau transparent                                 | 1990-2010 sauf 2009                       |                                             |                                     |                                                                                            | Cellule 224                                                        | ✔   | ✘              |
| Tyrolienne infernale                              | 2012-2016                                 |                                             | Tyrolienne                          |                                                                                            | Extérieur - terrasse et océan                                      | ✔   | ✔              |
| Vaisseau spatial                                  | 2016-2017                                 |                                             |                                     |                                                                                            | Cellule 108                                                        | ✔   | ✘              |
| Varappe                                           | 1991-2010 sauf 2003 et 2004               |                                             |                                     |                                                                                            | Extérieur - paroi                                                  | ✘   | ✔              |
| Vélibérateur                                      | 2013                                      |                                             |                                     |                                                                                            | Citerne                                                            | ✔   | ✔              |
| Vendeur d'indices                                 | 1991-1994                                 |                                             |                                     | Vendeur d'indices                                                                          | Cellules 101, 201 et 202                                           | ✘   | ✔              |
| Vertige et dépendance                             | 2016-2017, 2019                           |                                             |                                     |                                                                                            | Extérieur - cour intérieure                                        | ✘   | ✔              |
| Voile                                             | 2005                                      |                                             |                                     |                                                                                            | Extérieur - océan                                                  | ✘   | ✔              |
| Voleur de clé                                     | 1990-2000 sauf 1997 et 1999               |                                             |                                     | Magicien                                                                                   | Cellule 215b (1990-1998) Cellule 210 (1999-2000)                   | ✔   | ✘              |
| Voyage dans le temps                              | 2019                                      |                                             |                                     |                                                                                            | Cellule 118                                                        | ✔   | ✘              |
| Wagonnet                                          | 2004                                      |                                             |                                     |                                                                                            | Cellule 112                                                        | ✔   | ✘              |
| Willymix                                          | 2018-2020                                 |                                             |                                     | Chef Willy                                                                                 | Cellule 217                                                        | ✘   | ✘(Joker)       |
| Willymaton                                        | 2021-2023                                 |                                             |                                     | Prisonnier/Shérif Willy                                                                    | Cellule 217                                                        | ✘   | ✘ (Libération) |

### Épreuves du conseil
Ces épreuves permettent pour les candidats de définir le temps qu'ils passeront en salle du trésor et/ou, entre 2003 et 2005 puis en 2010, de libérer les prisonniers. Elles se jouent contre les Maîtres du Temps (aussi appelés Maîtres des Jeux ou Maîtres des Ténèbres).

### Défis
Des défis étaient joués au conseil en 2004, 2014 et 2015. Contrairement aux duels, ces défis n'étaient pas joués contre les Maîtres. Le plus souvent, il s'agissait d'épreuves avec des animaux avec un code à trouver dans un temps limité.
Certains des défis de 2004 sont réapparus dans la salle des coffrets de 2009.
| Nom                    | Années d'apparition | Salle des coffrets de 2009 |
| ---------------------- | ------------------- | -------------------------- |
| Cadran                 | 2014-2015           | ✘                          |
| Crapauds               | 2004                | ✔                          |
| Manivelle              | 2004                | ✘                          |
| Puzzle cafards         | 2014-2015           | ✘                          |
| Rats                   | 2004                | ✔                          |
| Rats noirs/rats blancs | 2014                | ✘                          |
| Rondelles de bois      | 2004                | ✔                          |
| Roulette de la peur    | 2014-2015           | ✘                          |
| Scorpions              | 2004                | ✔                          |
| Tête dans l'aquarium   | 2004                | ✔                          |

## Défis du Jugement
Depuis 2011, si l'équipe n'a pas récupéré toutes les clés dans la première phase de jeu, autant que de candidats que de clés manquantes doivent réaliser un défi au Jugement pour récupérer une clé manquante. Les candidats prisonniers doivent se plier au même exercice pour gagner leur libération.

### Défis en 2022
| Nom           | Années d'apparition   | Type de défi |
| ------------- | --------------------- | ------------ |
| Catapulte     | Depuis 2021           | Adresse      |
| Chemin        | Depuis 2016           | Adresse      |
| Cube          | Depuis 2022           | Adresse      |
| Essuie-glaces | Depuis 2017           | Adresse      |
| Labyrinthe    | Depuis 2019           | Adresse      |
| Looping       | Depuis 2018 sauf 2020 | Adresse      |
| Planche       | Depuis 2012           | Adresse      |
| Stop chute    | Depuis 2017           | Adresse      |

### Anciens défis
| Nom                  | Années d'apparition | Type de défi |
| -------------------- | ------------------- | ------------ |
| Aiguilleur           | 2019                | Adresse      |
| Balle sur la planche | 2016-2018           | Adresse      |
| Bilboquet            | 2014                | Adresse      |
| Billard              | 2014-2020 sauf 2019 | Adresse      |
| Boomerangs           | 2020-2021           | Adresse      |
| Cercle               | 2014-2021           | Adresse      |
| Combinaison          | 2021                | Adresse      |
| Deux tiges           | 2011-2013           | Adresse      |
| Double-face          | 2018                | Adresse      |
| Fakir                | 2016-2020 sauf 2017 | Chance       |
| Flipper              | 2019-2021           | Adresse      |
| Gouttière            | 2014-2021           | Adresse      |
| Ligne                | 2021                | Adresse      |
| Paille               | 2012-2013           | Adresse      |
| Perche               | 2011-2016           | Adresse      |
| Plateau tournant     | 2012                | Adresse      |
| Platines             | 2015-2021 sauf 2018 | Adresse      |
| Roue du destin       | 2013-2021 sauf 2018 | Chance       |
| Souffle              | 2016                | Adresse      |
| Souffle              | 2018-2020           | Adresse      |
| Toboggan             | 2016                | Adresse      |
| Tourné-lancé         | 2011-2015           | Adresse      |
| Trois barrières      | 2018-2020           | Adresse      |
| Trois cercles        | 2011                | Adresse      |
| Trois niveaux        | 2011-2017           | Adresse      |
| Trois paliers        | 2012                | Adresse      |
| Virage               | 2017-2018           | Adresse      |
| Volcan               | 2017-2019           | Adresse      |

### Sources
- Liste des épreuves sur www.fort-boyard.fr
- Liste des épreuves sur www.fan-fortboyard.fr